# Darío Hernán Drudi
Dario Hernan Drudi (ur. 23 kwietnia 1987 w Buenos Aires) – argentyński trener piłkarski.

## Kariera piłkarska
Urodził się w stolicy Argentyny Buenos Aires, ale od 15 lat mieszka w Hiszpanii. Od 16 lat w grał strukturze klubu CF Gandía, pierwszy zespół, którego występował w Tercera División – czwartej pod względem hierarchii lidze hiszpańskiej. W wieku 20 lat postanowił skupić się na karierze trenerskiej.

## Kariera trenerska
Najpierw w latach 2007-2010 pracował z zespołami dzieci i juniorów w CF Gandía. Potem pomagał trenować trzecią drużynę Villarreal CF. Od 2011 do czerwca 2016 roku pracował w sztabie szkoleniowym klubu, od 2013 z trenerem Marcelino García Toral. W lipcu 2016 stał na czele młodzieżowej drużyny ukraińskiej Zirki Kropywnycki. 18 sierpnia 2016 roku został mianowany na pełniącego obowiązki głównego trenera Zirki, którą trenował do 15 listopada 2016. 13 września 2018 objął posadę trenera chilijskiego Uniónu San Felipe.